# Minette (rivière)
Pour les articles homonymes, voir Minette.
La Minette est une rivière française située dans le département d'Ille-et-Vilaine et la région Bretagne.
La Minette prend sa source près du hameau de la Barberie en bordure des communes de Romagné et Saint-Germain-en-Coglès. Après un parcours de 25,1 kilomètres, elle se jette dans le Couesnon au niveau de l'ancienne mine de Brais sur la commune de Vieux-Vy-sur-Couesnon. La superficie de son bassin versant est d'environ 9 200 hectares.
Ses principaux affluents sont les ruisseaux de Vocadieu, de Heurteloup, de Frénouse, de Greslé, des Landes de Saint-Hilaire, de la Gravelle, de Villée (appelé aussi de la Bélinaye), de la Boulais et de Ritort.
La Minette est classée en première catégorie piscicole.
La Minette a donné son nom à l'aqueduc qui alimente la ville de Rennes en eau potable depuis 1882 : François Massieu joua un rôle dans la vie politique locale en s'occupant principalement des questions d'hygiène et d'assainissement et s'investit de 1873 à 1879 dans la lutte que soutient la municipalité de Rennes pour obtenir les travaux de captation dans les bassins des rivières de la Loisance et de la Minette et la création des égouts.
La Minette arrose les communes de Romagné, Saint-Germain-en-Coglès, Saint-Étienne-en-Coglès, Saint-Sauveur-des-Landes, Saint-Hilaire-des-Landes, Baillé, Le Tiercent, Saint-Ouen-des-Alleux, Saint-Christophe-de-Valains, Chauvigné et Vieux-Vy-sur-Couesnon.

## Qualité de l'eau
Le suivi de la qualité physico-chimique de la Minette se fait grâce à des points de prélèvement sur les communes de Saint-Hilaire-des-Landes et de Saint-Christophe-de-Valains (d'amont en aval), qui donnent les résultats suivants :
| Nitrates                                   | 2010 | 2011 | 2012 | 2013 | 2014              | 2015 |
| ------------------------------------------ | ---- | ---- | ---- | ---- | ----------------- | ---- |
| Concentration du paramètre (percentile 90) | 44,3 | 43,1 | 43   | 44,9 | Non encore publié |      |
| Nombre de valeurs annuelles                | 11   | 12   | 11   | 11   |                   |      |
| Classe SEQ-Eau                             |      |      |      |      |                   |      |

| Nitrates                                   | 2010 | 2011 | 2012 | 2013 | 2014              | 2015 |
| ------------------------------------------ | ---- | ---- | ---- | ---- | ----------------- | ---- |
| Concentration du paramètre (percentile 90) | 41   | 41   | 41   | 43   | Non encore publié |      |
| Nombre de valeurs annuelles                | 12   | 12   | 12   | 12   |                   |      |
| Classe SEQ-Eau                             |      |      |      |      |                   |      |

| Qualité de l'eau           | Très bonne | Bonne | Moyenne | Médiocre | Mauvaise |
| -------------------------- | ---------- | ----- | ------- | -------- | -------- |
| Limites des classes d'état | 2          | 10    | 25      | 50       | >50      |
| Classe d'état              |            |       |         |          |          |

Documents disponibles, (origine Qualit'eau 35), sur le Portail de l'Information environnementale en Bretagne.
Rennes Métropole constatait, dans son rapport annuel 2014, en ce qui concerne la protection des bassins versants, sa difficulté à préserver la qualité de l'eau. Elle reste vigilante sur les nitrates, car les taux restent importants. Des dilutions avec des eaux de forage sont nécessaires, car dans les drains du Coglais et du Couesnon, il est parfois difficile d'obtenir un mélange des eaux, avec un taux de nitrates, inférieur à 45 mg/l.
En ce qui concerne les pesticides, les ressources superficielles sont exposées et nécessitent des traitements au charbon actif en poudre, effectués à l'usine de Mézières-sur-Couesnon, avant distribution.

## Eau du Bassin Rennais Collectivité
Depuis le 1er janvier 2011, le Syndicat mixte de production d'eau potable du Bassin Rennais, (SMPBR), assurait la protection des 11 ressources en eau (forages, captages, prise d’eau superficielle...) alimentant le Bassin Rennais. Chaque captage devant être doté de périmètres de protection, par arrêté préfectoral, dont l'objectif est la lutte contre les pollutions accidentelles. La loi, imposant à Rennes Métropole, la compétence obligatoire eau potable, à compter de janvier 2015, elle a décidé de s'appuyer sur le syndicat mixte de production d'eau potable du Bassin Rennais existant (SMBPR), qui a été transformé en syndicat mixte de production et de distribution d'eau potable avec une nouvelle dénomination : Eau du Bassin Rennais Collectivité.